# Eroe della Repubblica Popolare di Doneck
Il titolo di Eroe della Repubblica Popolare di Doneck (in russo Герой Донецкой Народной Республики?, Geroj Doneckoj Narodnoj Respubliki) è una delle principali onorificenze della Repubblica Popolare di Doneck, ispirata all'analogo riconoscimento sovietico.

## Storia
L'onorificenza è stata istituita il 3 ottobre 2014.

## Assegnazione
L'onorificenza è assegnata per i servizi alla Repubblica e alle persone associate con azioni eroiche, in combattimento o nel comando e che abbiano dato un contributo eccezionale alla difesa della Repubblica.

## Insegne
- L'insegna è una stella dorata.
- Il nastro è per un terzo nero, un terzo blu e un terzo rosso.

## Insigniti
1. Vladimir "Zar" Kononov (3 ottobre 2014)
2. Aleksandr Jur'evič Borodaj (4 novembre 2014)[1]
3. Igor' "Strelkov" Girkin (4 novembre 2014)[1]
4. Gennadij Ivanovič Žuk (16 gennaio 2015)
5. Arsen "Motorola" Pavlov (21 febbraio 2015)
6. Achra "Abkhaz" Avidzba (20 febbraio 2015)
7. Michail "Givi" Tolstych (21 febbraio 2015)
8. Vitalij Anatol'evič Zacharčuk (20 febbraio 2015, alla memoria)
9. Aleksandr Vladimirovič Zacharčenko (20 febbraio 2015)
10. Aleksej Aleksandrovič Dikij (21 febbraio 2015)
11. Vasilij Viktorovič Evdokimov (21 febbraio 2015)
12. Roman Gennad'evich Šamraj (5 maggio 2015)
13. Valerij Aleksandrovič Bybko (5 maggio 2015)
14. Sergej Aleksandrovič Rakulenko (5 maggio 2015)
15. Andrej Viktorovič Zajcev (5 maggio 2015)
16. Ivan Aleksandrovič Kondratov (12 giugno 2015)
17. Andrej Jur'evič Pinčuk (16 luglio 2015)
18. Pavel Ėduardovič Friganov (28 luglio 2015)
19. Aleksej Pavlovič Krupin (24 agosto 2015, alla memoria)
20. Nikolaj Michajlovič Koržavin (28 agosto 2015)
21. Iosif Davydovič Kobzon (29 agosto 2015)[2]
22. Oleg "Medved'" Grišin (10 settembre 2015, alla memoria)
23. Vadim Alekseevič Snopok (7 novembre 2015)
24. Aleksandr Sergeevič Nemogaj (25 febbraio 2016)
25. Ekaterina "Lisa" Panfilova (novembre 2016, alla memoria)
26. Aleksandr Jur'evič Timofeev (12 maggio 2017)
27. Oleg "Mamai" Mamiev (2018, alla memoria)
28. Vladimir "Vocha" Žoga (5 marzo 2022)
29. Timur "Bajkot" Kurilkin (3 aprile 2022)
30. cap. Roman "Vorobej" Vorob’ëv (8 maggio 2022)
31. Aleksej Kostrubickij (15 luglio 2022)[3]
32. Maksim Aleksandrovič Mišarin (29 luglio 2022, alla memoria)[4]
33. Aleksandr Konstantinovič Trošin (29 luglio 2022)[4]
34. Olga "Korsa" Kačura (3 agosto 2022, alla memoria)[5]
35. Evgenij Prigožin (settembre 2022?)[6][7]
36. Anton Elizarov (settembre 2022?)[8][9]
37. Dmitrij "Wagner" Utkin (?)
38. Aleksej "Terek" Nagin (settembre 2022?)[7][10]
39. Ramzan Kadyrov (3 ottobre 2022)[11]
40. Pavel Klimenko (2022?)
41. col. Sergej Efremov (2023)
42. col. Artëm "Kolyma" Žoga (2023)[12]
43. ten. Eduard Golovatenko (12 giugno 2023)[13]
44. col. Il'ja Ivanov (12 giugno 2023)[13]
45. 1º ten. tank. Rasim Baksikov (6 agosto 2023)
46. ten. tank. Aleksandr Levakov (6 agosto 2023)
47. cpl. tank. Aleksej Neustroev (6 agosto 2023)
48. cpl. tank. Filipp Evseev (6 agosto 2023)
49. cap. guardie Dmitrij Gennadievič Lysov (3 settembre 2023, alla memoria)[14]
50. Vladimir Rudolfovič Solov'ëv  (23 ottobre 2023)[15]
51. Mag.gen. Vladimir Petrovič Frolov (2024, alla memoria)[16]
52. Denis Šudnikov (22 febbraio 2025)
53. Mag.gen. Jurij Zazykin (22 febbraio 2025)